# ライフライン
ライフライン (lifeline、生命線) は、英語では一般的に「命綱」を示す言葉となるが、日本においては地震工学用語としてのライフライン、すなわち、生活に必須なインフラ設備（Critical infrastructure）のうち、主にエネルギー施設、水供給施設、交通施設、情報施設などを指す語として用いられる。
一般的に、インフラ設備を示す英語としてはユーティリティ（Utility） / ユーティリティーズ（utilities）が適切であるが、災害発生時のインフラ設備を想定した場合に、専門用語として、ライフラインが使用される。
現代社会では、電気・ガス・水道・下水道の公共公益設備や、電話やインターネット等の通信設備、圏内外に各種物品や燃料などを搬出入する運輸などの物流、経済活動や災害時に発生するゴミ処理、人の移動に用いるタクシーやバス、鉄道、船舶、航空等の公共交通機関など、都市機能を維持し人々が日常生活を送る上で必須の諸設備の総称を指す。

## 概要
1971年のサンフェルナンド地震をきっかけにして、UCLA教授のマーティン・デュークが切り開いた工学分野「ライフライン地震工学」の用語。しかし、一般的に英語のlifelineは、元来、救命胴衣や救命浮き輪などにつながれた紐や縄、船乗りと船をつなぐ紐や縄、潜水夫につながれた紐や縄など命綱、または、ある物事が存続するための前提となるものを指す。英語圏において地震発生頻度が低いため、英語のネイティブスピーカーが地震工学用語としてのライフラインに触れることが少ないことなどから、英語圏で本用法が通じにくいため、日本国内において当該用法にて使われる場合、和製英語であると考える向きが多い。これは、言葉の輸出地で一般的に用いられていない専門用語化している語が、輸入地である日本国内においてニュース等で用いられることによって一般に浸透する、という経緯を辿ったために生じた混乱・捩れであると考えられる。
1995年に発生した阪神・淡路大震災以降、当該用法でこの言葉が多く使われるようになり、同年度の新語・流行語大賞のトップテンに入賞した。日本語では従来「生活線」または「生命線」と表現されてきた語の置換、現代社会における意味合いを付加した用語であると考えられる。
「生命線」という語は以前からあり（1930年代の「満蒙は日本の生命線」など）、これの言い換えとして定着したと思われる。「生活線」「生命線」や「生活インフラ」ではなく「ライフライン」に置換されていったいきさつについては、検証の余地があるとされる。

## その他
米国においては、自分の住まいで日常生活を送っている高齢者や病人が、突然具合が悪くなったり身動きが取れない事態に陥った際、自分自身で緊急に救護施設を呼び出す電話サービスや設備、もしくはサービスを行う会社をライフラインと言う。また、身動きが取れない状態でどのようにして呼び出すことができるのかを風刺したパロディやジョークとして用いられることがある。